# دحل مبهل
دحل مبهل هو أحد الدحول الواقعة جنوب الصمان في السعودية.